# Список серій мультсеріалу «Король Джуліен»
Король Джуліен (На англ: "All hail King Julien") — приквел американського мультфільму "Мадагаскар", який транслювався на каналі Netflix. Сам мультфільм розповідає нам про пригоди відомих нам лемурів до того, як вони зустрічають четвірку з зоопарку Центрального Парку в місті Нью-Йорк.

## Дати виходу і кількість серій "Король Джуліен"
| Номер сезону | Кількість серій | Прем'єра в США | Закінчення в США  | Прем'єра в Україні | Закінчення в Україні |                |
| ------------ | --------------- | -------------- | ----------------- | ------------------ | -------------------- | -------------- |
|              | 1               | 10             | 19 грудня 2014    | 3 квітня 2015      | 21 грудня 2015       | 25 грудня 2015 |
|              | 2               | 16             | 16 жовтня 2015    | 16 жовтня 2015     | 28 грудня 2015       | 8 січня 2016   |
|              | 3               | 13             | 17 червня 2016    | 17 червня 2016     | 16 січня 2017        | 22 січня 2017  |
|              | 4               | 13             | 11 листопада 2016 | 11 листопада 2016  | 22 січня 2017        | 28 січня 2017  |

## 1 сезон
| № | Оригінальна назва          | Українська назва         | Режисер(и)                               | Сценарист(и)             | Прем'єра в США | Прем'єра в Україні | Сюжет |
| 1 | King Me                    | Коронуй мене             | Крісто Стамболів                         | Брендон Соєр Мітч Вотсон | 19 грудня 2014 | 21 грудня 2015     |       |
| --- | -------------------------- | ------------------------ | ---------------------------------------- | ------------------------ | -------------- | ------------------ | ----- |
| Після того як Король Джуліен XII дізнався про свою долю, він вирішив передати владу над королівством лемурів своєму юному племіннику-танцівнику. Фоси напали на лемурів і викрали їх. Джулієн не маючи вибору вирушає на визволення свого народу. |                            |                          |                                          |                          |                |                    |       |
| 2 | Poll Position              | Результати опитування    | Крісто Стамболів                         | Елліотт Овен             | 19 грудня 2014 | 21 грудня 2015     |       |
| Король Джуліен дізнається від Ксіксі, що 99% лемурів за нього, тому він хоче знайти лемура який проти нього і робить все, щоб підвищити свій рейтинг.                                                                                             |                            |                          |                                          |                          |                |                    |       |
| 3 | Enter the Fanaloka         | Входить Фаналока         | Метт Енгстром Джеймс Вуттон              | Мітч Вотсон              | 19 грудня 2014 | 22 грудня 2015     |       |
| Під час святкування Франстінгу в честь бога неба Франка злий геній на ім'я Карл викрадає друзів Короля Джулієна, щоб він його вбив. |                            |                          |                                          |                          |                |                    |       |
| 4 | Empty is the Head          | Голова є пуста           | Метт Енгстром Джеймс Вуттон              | Марк Палмер Мітч Вотсон  | 19 грудня 2014 | 22 грудня 2015     |       |
| Король Джуліен замінює себе підставним лемуром на ім'я Бананохлопець Майк і влаштовує проти себе повстання. |                            |                          |                                          |                          |                |                    |       |
| 5 | Return of the Uncle King   | Повернення дядька короля | Крісто Стамболів                         | Метт Шир Мітч Вотсон     | 19 грудня 2014 | 23 грудня 2015     |       |
| Дядько Джуліена хоче повернути собі престол і розказує Джуліену що Фоси задумали скинути його з престолу. |                            |                          |                                          |                          |                |                    |       |
| 6 | Eat Pray Shove             | Їж, молись, штовхайся    | Крісто Стамболів                         | Елліотт Овен             | 3 квітня 2015  | 21 грудня 2015     |       |
| Король Джуліен змушує Кловер взяти відпустку з Мортом і Ксіксі. Фосси використали це і атакували королівство. |                            |                          |                                          |                          |                |                    |       |
| 7 | He Blinded Me with Science | Він засліпив мене наукою | Брет Хааланд Джеймс Вуттон               | Ден Мілано Мітч Вотсон   | 3 квітня 2014  | 21 грудня 2015     |       |
| Джюліен випадково знаходить науковця і він лагодить його бумбокс і тим Джуліен дізнається про науку яку він розповсюджує по своєму королівству.                                                                                                   |                            |                          |                                          |                          |                |                    |       |
| 8 | Viva Mort                  | Слава Морту              | Кен Морріссі Метт Енгстром Джеймс Вуттон | Елліотт Овен             | 3 квітня 2014  | 24 грудня 2015     |       |
| Лемури хочуть помститися за смерть Бананохлопця Майка, бо ж вони досі не знають, що це був Король Джуліан. |                            |                          |                                          |                          |                |                    |       |
| 9 | The Really Really Big Lie  | Ну дуже велика брехня    | Крісто Стамболів                         | Шерон Флінн              | 3 квітня 2014  | 25 грудня 2015     |       |
| Джуліен думаючи, що його не запросили на вечірку псує свято для дитини лемура і звинувачує в цьому гігантського гекона, довівши робото-геконом що винен він.                                                                                      |                            |                          |                                          |                          |                |                    |       |
| 10 | One More Cup               | Ще одна чашечка          | Стівен Хеневельд                         | Мітч Вотсон              | 3 квітня 2014  | 25 грудня 2015     |       |
| Джуліен знаходить пакетик кави в зернах в бухті чудес. Думаючи, що вони є подарунком від богів моря, Джуліен підсажує всіх лемурів на кофеїн і Карл успішно використовує залежність лемурів, оскільки саме йому належить ця кава.                 |                            |                          |                                          |                          |                |                    |       |

## 2 сезон
| № | Оригінальна назва                          | Українська назва           | Режисер(и)       | Сценарист(и)                                                  | Прем'єра в США | Прем'єра в Україні | Сюжет |
| 1 | My Fair Foosa                              | Мій справедливий Фоса      | Джеймс Вуттон    | Майкл Райан                                                   | 16 жовтня 2015 | 28 грудня 2015     |       |
| --- | ------------------------------------------ | -------------------------- | ---------------- | ------------------------------------------------------------- | -------------- | ------------------ | ----- |
| Король Джуліен вирішив лемуризувати фосу і в нього це вийшло, але потім фоса вирішила скинути короля з'ївши його.                                              |                                            |                            |                  |                                                               |                |                    |       |
| 2 | Diapers Are the New Black                  | Підгузковий стиль          | Стівен Хеневельд | Шерон Флінн                                                   | 16 жовтня 2015 | 28 грудня 2015     |       |
| Король Джуліен знаходить коробку памперсів і робить із них новий стиль, якого на всіх не вистачає і починається війна.                                         |                                            |                            |                  |                                                               |                |                    |       |
| 3 | Crimson and Clover                         | Крімсон і Кловер           | Крісто Стамболів | Елліотт Овен                                                  | 16 жовтня 2015 | 29 грудня 2015     |       |
| Король закохався в сестру Кловер — Крімсон, але Кловер хоче перевірити її, оскільки знає її справжню.                                                          |                                            |                            |                  |                                                               |                |                    |       |
| 4 | Pineapple of My Eye                        | Милий для очей ананас      | Джеймс Вуттон    | Аледжандро Бін-Віллнер Мітч Вотсон Стів Альтаір               | 16 жовтня 2015 | 29 грудня 2015     |       |
| Коли Джюліена дурять в віру, що "божественний ананас" містить мудрість колишніх королів, ревнивий Морт намагається позбутися від нього.                        |                                            |                            |                  |                                                               |                |                    |       |
| 5 | Gimme Gimme Gimme: The Game                | Монополія: Гра             | Стівен Хеневельд | Майкл Райан                                                   | 16 жовтня 2015 | 30 грудня 2015     |       |
| Морт знайшов гру, яку показав для короля і його помічників і король зробив її реалістичною через що Морт поневолив королівство.                                |                                            |                            |                  |                                                               |                |                    |       |
| 6 | Body Double                                | Королівський дублер        | Стівен Хеневельд | Шерон Флінн                                                   | 16 жовтня 2015 | 30 грудня 2015     |       |
| Для переговорів з крокодилами, королю найняли дублера, який згодом захотів позбутися від справжнього короля.                                                   |                                            |                            |                  |                                                               |                |                    |       |
| 7 | Election                                   | Вибори                     | Джеймс Вуттон    | Шейн Аткінсон Шерон Флінн Елліотт Овен Майкл Райан            | 16 жовтня 2015 | 31 грудня 2015     |       |
| Король знайшов в печері лемура і одразу ж зробив його своїм радником, але він захотів не тільки бути радником, а ще і королем.                                 |                                            |                            |                  |                                                               |                |                    |       |
| 8 | Daddy Julien                               | Тато Джуліен               | Джеймс Вуттон    | Мітч Вотсон Майкл Райан Елліотт Овен Шерон Флінн Кара Лі Барк | 16 жовтня 2015 | 31 грудня 2015     |       |
| Королю Джуліену захотілося свого сина нащадка і він його знайшов, тощу що це був Морт, а тим часом Кловер бере уроки материнства.                              |                                            |                            |                  |                                                               |                |                    |       |
| 9 | That's Sooo Rob                            | Оце так Роб                | Крісто Стамболів | Мітч Вотсон Майкл Райан Бенджамін Тавнсенд                    | 16 жовтня 2015 | 5 січня 2016       |       |
| В королівство лемурів повернувся старий друг Короля Джуліена, з яким вони колись дуріли і веселилися. Втім виявилося, що він хоче помститися королю за минуле. |                                            |                            |                  |                                                               |                |                    |       |
| 10 | The Man in the Iron Booty                  | Чоловік у залізній дупі    | Крісто Стамболів | Мітч Вотсон Майкл Райан Шерон Флінн Нейт Кнетчел              | 16 жовтня 2015 | 5 січня 2016       |       |
| Король Джуліен і його королівство опинилися у в'язниці, через обман Крімсон і дядька Джуліена.                                                                 |                                            |                            |                  |                                                               |                |                    |       |
| 11 | Monkey Planet                              | Планета мавп               | Джеймс Вуттон    | Елліотт Овен                                                  | 16 жовтня 2015 | 6 січня 2016       |       |
| Король Джуліен вирішив полетіти на місяць і знайшов шимпанзе, якому пообіцяв що доставить його додому, якщо він доправить їх туди.                             |                                            |                            |                  |                                                               |                |                    |       |
| 12 | True Bromance                              | Правдивий братман          | Стівен Хеневельд | Мітч Вотсон Майкл Райан Дженні Кіні                           | 16 жовтня 2015 | 6 січня 2016       |       |
| Моріс пішов від короля Джуліена і Джуліен хотів якось повернути його додому.                                                                                   |                                            |                            |                  |                                                               |                |                    |       |
| 13 | The King Who Would Be King                 | Найкорольніший король      | Стівен Хеневельд | Майкл Райан                                                   | 16 жовтня 2015 | 7 січня 2015       |       |
| Король мусив написати про себе історію, але замість нього її написав хтось інший і королю сподобалася ця історія і він опублікував її.                         |                                            |                            |                  |                                                               |                |                    |       |
| 14 | Are You There, Frank? It's Me, King Julien | Ти Френк? Я король Джуліен | Крісто Стамболів | Шерон Флінн                                                   | 16 жовтня 2015 | 7 січня 2016       |       |
| З небес спустився бог неба Френк і виявилось, що він хоче вкинути короля у вулкан.                                                                             |                                            |                            |                  |                                                               |                |                    |       |
| 15 | The Phantom of Club Moist                  | Привид клубу Спека         | Джеймс Вуттон    | Мітч Вотсон                                                   | 16 жовтня 2015 | 8 січня 2016       |       |
| Король Джуліен відкрив нічний клуб "Спека", але привид почав викрадати всіх зірок і врешті-решт Король Джуліен вирішив зробити з себе пастку.                  |                                            |                            |                  |                                                               |                |                    |       |
| 16 | King Juli-END?                             | Королю Джуліену кінець?    | Крісто Стамболів | Елліотт Овен                                                  | 16 жовтня 2015 | 8 січня 2016       |       |
| Королю Джуліену поставили фальшивий діагноз, але коли він розказав про це Крімсон, вона зробила його справжнім і підсипала в суп отрути.                       |                                            |                            |                  |                                                               |                |                    |       |

## 3 сезон
| № | Оригінальна назва                 | Українська назва                | Режисер(и)       | Сценарист(и)                                                 | Прем'єра в США | Прем'єра в Україні | Сюжет |
| 1 | O Captain My Captain Pt. 1        | О мій капітане частина 1        | Стівен Хеневельд | Шерон Флінн                                                  | 17 червня 2016 | 16 січня 2017      |       |
| --- | --------------------------------- | ------------------------------- | ---------------- | ------------------------------------------------------------ | -------------- | ------------------ | ----- |
| В королівстві панує хаос, через зникнення короля Джуліена і Кловер із Мортом попливли шукати його. |                                   |                                 |                  |                                                              |                |                    |       |
| 2 | O Captain My Captain Pt. 2        | О, мій капітане частина 2       | Джеймс Вуттон    | Майкл Райан                                                  | 17 червня 2016 | 16 січня 2017      |       |
| Король Джуліен всіма силами намагається втекти з піратського корабля, а в королівстві тим часом оголошено полювання на жертву.                                                                          |                                   |                                 |                  |                                                              |                |                    |       |
| 3 | Dance, Dance, Resolution          | Подивіться, як я танцюю         | Крісто Стамболів | Елліотт Овен                                                 | 17 червня 2016 | 17 січня 2017      |       |
| Король Джуліен хоче показати своїм батькам, як проходило його життя і почати з конкурсу танців. |                                   |                                 |                  |                                                              |                |                    |       |
| 4 | Oh Brother Where Aren't Thou?     | Ох, брате де ж ти був?          | Стівен Хеневельд | Мітч Вотсон                                                  | 17 червня 2016 | 17 січня 2017      |       |
| Джуліен просить у своїх батьків брата, тому вони купують йому його, але коли Джуліен робить з нього брата офіційно — втрачає трон.                                                                      |                                   |                                 |                  |                                                              |                |                    |       |
| 5 | Love Gauntlet                     | Любовна рукавиця                | Джеймс Вуттон    | Мітч Вотсон Майкл Райан Шерон Флінн Елліотт Овен Грант Калоф | 17 червня 2016 | 18 січня 2017      |       |
| Джуліен дізнається, що його батьки не збираються їхати. Він вирішує ніби викрасти їх, але Карл викрадає їх перший.                                                                                      |                                   |                                 |                  |                                                              |                |                    |       |
| 6 | Jungle Games                      | Ігри в Джунглях                 | Джеймс Вуттон    | Шерон Флінн                                                  | 17 червня 2016 | 18 січня 2017      |       |
| В лемурів настали ігри і команда короля змагається, а Джуліен навіть заклався з дядьком на трон, що він виграє.                                                                                         |                                   |                                 |                  |                                                              |                |                    |       |
| 7 | Close Encounters of the Mort Kind | Близькі зіткнення Мортоподібних | Стівен Хеневельд | Елліотт Овен                                                 | 17 червня 2016 | 19 січня 2017      |       |
| TBA |                                   |                                 |                  |                                                              |                |                    |       |
| 8 | The Butterfly War                 | Війна метеликам                 | Крісто Стамболів | Шерон Флінн                                                  | 17 червня 2016 | січня 2017         |       |
| Король лемурів - Джулієн XIII влаштовує війну проти метеликів, щоб увійти в історію. Але він навіть не здогадується, яке нещастя принесуть лемурам метелики і інші представники королівств Мадагаскару. |                                   |                                 |                  |                                                              |                |                    |       |
| 9 | Fast Food Lemur Nation            | Лемурна нація швидкої їжі       | Крісто Стамболів | Бенджамін Лапідес                                            | 17 червня 2016 | 20 січня 2017      |       |
| Джуліен намагається вигадати їжу, яка б швидко готувалася і проводить конкурс ідей. Але чи не повернеться ця ідея до нього не тим місцем?                                                               |                                   |                                 |                  |                                                              |                |                    |       |
| 10 | Get Off My Lawn                   | Геть з моєї землі               | Джеймс Вуттон    | Елліотт Овен                                                 | 17 червня 2016 | 20 січня 2017      |       |
| Джуліен вигадав нову фішку в королівстві — скорпіони для самооборони, і відсторонює Кловер для охорони королівства. Але з часом лемури зрозуміли, яку шкоду приносять скорпіони.                        |                                   |                                 |                  |                                                              |                |                    |       |
| 11 | Revenge of the Prom               | Помста колишньої                | Крісто Стамболів | Шерон Флінн                                                  | 17 червня 2016 | 21 січня 2017      |       |
| На черговому зібранні однокласників король Джуліен дізнається, що всі дружили з ним, бо він був принцом.                                                                                                |                                   |                                 |                  |                                                              |                |                    |       |
| 12 | Eye of the Clover                 | Око за око                      | Стівен Хеневельд | Майкл Райан                                                  | 17 червня 2016 | 21 січня 2017      |       |
| Кловер запросили на смертельний бій. Будучи на тому бої, Кловер дізналася, що буде битися з тим, хто вбив її бабцю.                                                                                     |                                   |                                 |                  |                                                              |                |                    |       |
| 13 | Run for the Border                | Вигнані за кордон               | Стівен Хеневельд | Мітч Вотсон                                                  | 17 червня 2016 | 22 січня 2017      |       |
| Бумбокс короля Джуліена зламаний через нелемурів, тому Джуліен будує стіну і виганяє всіх нелемурів за неї.                                                                                             |                                   |                                 |                  |                                                              |                |                    |       |

## 4 сезон
| № | Оригінальна назва             | Українська назва              | Режисер(и)            | Сценарист(и)                                                            | Прем'єра в США    | Прем'єра в Україні | Сюжет |
| 1 | The All Hail King Julien Show | Шоу "Хай живе король Джуліен" | Еммануель Деліґіанніс | Мітч Вотсон                                                             | 11 листопада 2016 | 22 січня 2017      |       |
| --- | ----------------------------- | ----------------------------- | --------------------- | ----------------------------------------------------------------------- | ----------------- | ------------------ | ----- |
| Король Джуліен створює нові шоу, бо йому набридають лише новини Ксі Ксі, але згодом залишає лише одне — про нього, оскільки воно найпопулярніше.                                                                                    |                               |                               |                       |                                                                         |                   |                    |       |
| 2 | The Neverending Clover        | Кловер у власному світі       | Стівен Хеневельд      | Шерон Флінн                                                             | 11 листопада 2016 | 23 січня 2017      |       |
| Після травми, Кловер думає, що вона — героїня книги, яку вона пише і всім лемурам доводиться стати героям із її книги. |                               |                               |                       |                                                                         |                   |                    |       |
| 3 | Who Arted?                    | Хто малює?                    | Джеймс Вуттон         | Елліотт Овен                                                            | 11 листопада 2016 | 23 січня 2017      |       |
| Морт через талант малювання стає відомим і король Джуліен заборонює його картини, бо через ці картини короля менше люблять. |                               |                               |                       |                                                                         |                   |                    |       |
| 4 | That Sinking Feeling          | Те дурне відчуття             | Еммануель Деліґіанніс | Мітч Вотсон Майкл Де Ґрандіс Елліотт Овен Майкл Райан Бенджамін Лапідес | 11 листопада 2016 | 24 січня 2017      |       |
| Масікура королю Джуліену, що острів скоро потоне, тому Джуліен вирішує, як вибратися з нього. |                               |                               |                       |                                                                         |                   |                    |       |
| 5 | The Jungle Rooster            | Джунглевий півень             | Стівен Хеневельд      | Шерон Флінн                                                             | 11 листопада 2016 | 24 січня 2016      |       |
| Джуліен знаходить півня, за яким полює мисливець. Виявилось, що полює за ним Карл як за їжею для Фос і тепер Джуліену потрібно зробити вибір: врятувати півня, чи лемурів.                                                          |                               |                               |                       |                                                                         |                   |                    |       |
| 6 | The Good Book                 | Книга манер                   | Джеймс Вуттон         | Елліотт Овен                                                            | 11 листопада 2016 | 25 січня 2017      |       |
| Король Джуліен знаходить книгу манер і вчить всіх лемурів бути такими, але через це всі лемури стали, як зомбі. |                               |                               |                       |                                                                         |                   |                    |       |
| 7 | The King and Mrs. Mort        | Король і Місіс Морт           | Джеймс Вуттон         | Бен Лапідес                                                             | 11 листопада 2016 | 25 січня 2017      |       |
| Король захворів напередодні приїзду суді, яка має нагородити його за хороше королівство. Щоб отримати приз Джуліен вибирає Морта за тимчасового короля і він щоб виграти приз одружується на суді.                                  |                               |                               |                       |                                                                         |                   |                    |       |
| 8 | King Julien Superstar!        | Король суперзірка             | Еммануель Деліґіанніс | Бенджамін Лапідес                                                       | 11 листопада 2016 | 26 січня 2017      |       |
| Король вирішує повернути свою колишню музичну групу уже в новому складі, але от біда, вони не вміють грати. |                               |                               |                       |                                                                         |                   |                    |       |
| 9 | The Panchurian Candidate      | Панчуринський кандидат        | Стівен Хеневельд      | Шерон Флінн                                                             | 11 листопада 2016 | 26 січня 2017      |       |
| Знайшовши стару касету з музикою і увімкнувши її, король Джуліен активує Панчо — секретного бійця дядька Джуліена, якого тренували, щоб він вбивав всіх його ворогів, в тому числі і самого племінника дядька Джуліена.             |                               |                               |                       |                                                                         |                   |                    |       |
| 10 | The Wrath of Morticus Khan    | Гнів Мортикуса Кана           | Джеймс Вуттон         | Майкл Райан                                                             | 11 листопада 2016 | 27 січня 2017      |       |
| Король Джуліен наказав створити клонувальний апарат для створення своїх клонів. Морт був розчарований найбільше в цій ідеї, і тому клонував себе і випустив з порталу орду злих Мортів, які почали з'їдати все королівство лемурів. |                               |                               |                       |                                                                         |                   |                    |       |
| 11 | Koto, Plain and Tall          | Кото, високий і простий       | Еммануель Деліґіанніс | Елліотт Овен                                                            | 11 листопада 2016 | 27 січня 2017      |       |
| Джуліен випадково рятує гірського лемура, Кото, який виявляється найбільшою загрозою королівства. |                               |                               |                       |                                                                         |                   |                    |       |
| 12 | I, Maurice                    | Я — Моріс                     | Стівен Еванґелатос    | Мітч Вотсон                                                             | 11 листопада 2016 | 28 січня 2017      |       |
| Моріс дізнався, що він не лемур, як решта, тому він вирушив в подорож, щоб віднайти своїх батьків, а можливо і сестру. |                               |                               |                       |                                                                         |                   |                    |       |
| 13 | Un-King Me                    | Розкоронуй мене               | Джеймс Вуттон         | Шерон Флінн                                                             | 11 листопада 2016 | 28 січня 2017      |       |
| Гірські лемури нападають на всі королівства, що є на острові і останньою їх ціллю стають лемури. |                               |                               |                       |                                                                         |                   |                    |       |